# 치린구

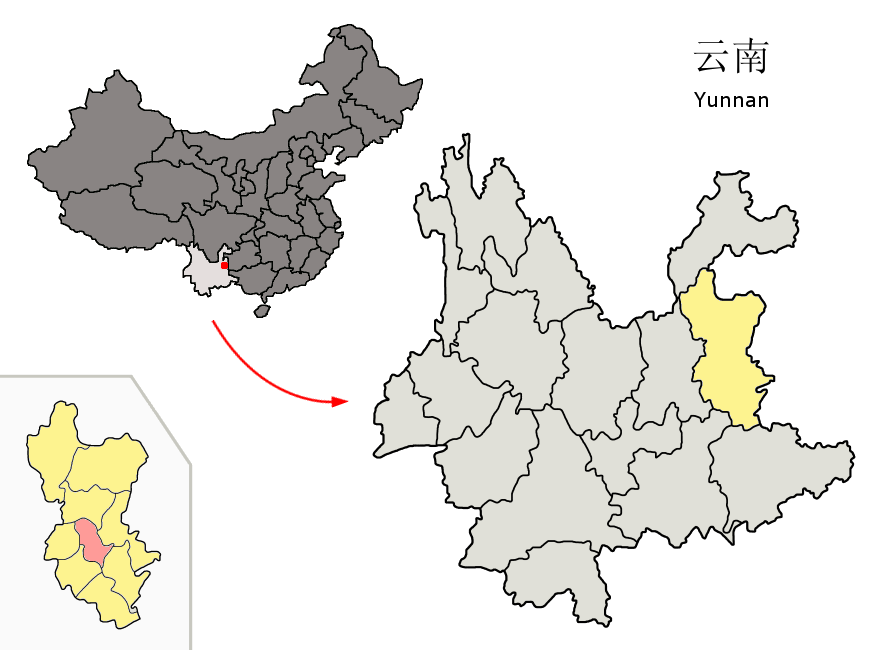
치린 구의 위치

치린구(한국어: 기린구, 중국어: 麒麟区, 병음: Qílín Qū)는 중화인민공화국 윈난성 취징 시의 현급 행정구역이다. 넓이는 1,442km2이고, 인구는 2007년 기준으로 680,000명이다.

## 행정 구역
5개 가도, 3개 진, 3개 향을 관할한다.
- 가도: 南宁街道, 建宁街道, 白石江街道, 廖廓街道, 西山街道.
- 진: 三宝镇, 越州镇, 东山镇.
- 향: 珠街乡, 沿江乡, 茨营乡.